# Viveros de Coyoacán
Pour les articles homonymes, voir Viveros (homonymie).
Les Viveros de Coyoacán sont un parc et un arboretum situé dans l’arrondissement de Coyoacán, il forme aussi le parc national El Histórico Coyoacán. 